# 時刻表おくのほそ道
『時刻表おくのほそ道』（じこくひょうおくのほそみち）は、日本の紀行作家・宮脇俊三の著した鉄道紀行文、エッセイ集である。1982年4月、文藝春秋より刊行された。

## 作品概要
宮脇と、文藝春秋の編集者（当時）である名取昭（「伊予鉄道」まで）、明円一郎（「小湊鉄道・銚子電気鉄道」から）の二人の鉄道旅の様子が描かれている。取り上げられた鉄道路線はすべてローカル私鉄であるものの、そこに至るまでの道中も描かれている。
本作は、『オール讀物』の1981年1月号から16回にわたって連載されたものである。
なお、本作で取り上げられた路線のうち、三菱石炭鉱業大夕張線、野上電気鉄道、有田鉄道、鹿児島交通、鹿島鉄道、日立電鉄、新潟交通、蒲原鉄道、同和鉱業片上鉄道線、別府鉄道、南部縦貫鉄道、栗原電鉄、下津井電鉄、加悦鉄道は2022年現在すでに廃線となっている。そのため、本作は後年となっては貴重な乗車記録となっている。
挿絵は、矢吹申彦氏が描いている。

## 構成
- 三菱石炭鉱業大夕張線
- 野上電気鉄道・有田鉄道・紀州鉄道
- 津軽鉄道
- 福井鉄道
- 鹿児島交通
- 伊予鉄道
- 小湊鉄道・銚子電気鉄道
- 鹿島臨海鉄道・鹿島鉄道・日立電鉄
- 上毛電気鉄道・上信電鉄
- 新潟交通・蒲原鉄道
- 一畑電気鉄道
- 同和鉱業片上鉄道線・別府鉄道
- 南部縦貫鉄道
- 岩手開発鉄道・栗原電鉄
- 下津井電鉄・加悦鉄道
- 遠州鉄道・岳南鉄道[3]

## 書誌情報
- 文藝春秋 1982年4月[2] ISBN 978-4163372402
- 文春文庫 1984年1月[2] ISBN 4167331012
  - 解説 : 福田宏年

宮脇俊三鉄道紀行全集にも収録されている。